# Callender
Callender és una població dels Estats Units a l'estat d'Iowa. Segons el cens del 2000 tenia 424 habitants.

## Demografia
Segons el cens del 2000, Callender tenia 424 habitants, 168 habitatges, i 113 famílies. La densitat de població era de 321 habitants per km².
Dels 168 habitatges en un 36,3% hi vivien nens de menys de 18 anys, en un 56,5% hi vivien parelles casades, en un 7,7% dones solteres, i en un 32,7% no eren unitats familiars. En el 28% dels habitatges hi vivien persones soles el 15,5% de les quals corresponia a persones de 65 anys o més que vivien soles. El nombre mitjà de persones vivint en cada habitatge era de 2,52 i el nombre mitjà de persones que vivien en cada família era de 3,14.
Per edats la població es repartia de la següent manera: un 27,8% tenia menys de 18 anys, un 10,1% entre 18 i 24, un 27,1% entre 25 i 44, un 17,9% de 45 a 60 i un 17% 65 anys o més.
L'edat mediana era de 36 anys. Per cada 100 dones de 18 o més anys hi havia 90,1 homes.
La renda mediana per habitatge era de 33.906 $ i la renda mediana per família de 42.917 $. Els homes tenien una renda mediana de 26.917 $ mentre que les dones 24.250 $. La renda per capita de la població era de 14.411 $. Entorn del 9,5% de les famílies i l'11% de la població estaven per davall del llindar de pobresa.

## Poblacions properes
El següent diagrama mostra les poblacions més properes.